# Wentworth (TV-serie)
För andra betydelser, se Wentworth (olika betydelser).
Wentworth är en australisk dramaserie med premiär 2013 som bygger på tv-serien Kvinnofängelset som producerades 1979–1986. Handlingen i de båda serierna utspelar sig i det fiktiva kvinnofängelset Wentworth. Den nyare serien är en uppföljare förlagd till nutid. Serien har exporterats till över tjugo länder. De flesta av karaktärerna är löst baserade på karaktärer ur Kvinnofängelset, men hittills[när?] har ingen av de huvudsakliga skådespelarna ur originalserien synts i den moderna versionen. Serien har fått två remakes, en nederländsk och en tysk.

## Sändning
Serien sändes första gången 1 maj 2013 på den australiska kanalen SoHo. I Sverige visades serien första gången i september 2013 på C More Series. Första och andra säsongen har även visats på C More. En fjärde säsong har annonserats, som kommer att sändas i Australien under 2016.

## Handling
Wentworth utspelar sig före serien Kvinnofängelset men är förlagd till nutid. Serien som ger en bakgrund till karaktärerna i Kvinnofängelset startar när Bea Smith (Danielle Cormack) anländer till fängelset misstänkt för mordförsök på sin make. Väl där hamnar Smith i en maktkamp mellan internerna Jacs Holt (Kris McQuade) och Franky Doyle (Nicole da Silva). Under ett upplopp dödas fängelsedirektören och ny fängelsedirektör blir Erica Davidson (Leeanna Walsman). I den andra säsongen inträder den legendariska och fruktade karaktären Joan Ferguson (Pamela Rabe), också kallad "The Freak" i originalserien. I den här versionen är hon fängelsedirektören som efterträder Davidson.

## Rollista
I urval:
- Danielle Cormack – Bea "Queen Bea" Smith (säsong 1–)
- Nicole da Silva – Franky Doyle (säsong 1–)
- Kate Atkinson – Vera "Vinegar Tits" Bennett (säsong 1–)
- Celia Ireland – Elizabeth "Liz" Birdsworth (säsong 1–)
- Shareena Clanton – Doreen "Dor" Anderson (säsong 1–)
- Robbie Magasiva – William "Will" Jackson (säsong 1–)
- Aaron Jeffery – Matthew "Fletch" Fletcher (säsong 1–)
- Katrina Milosevic – Sue "Boomer" Jenkins (säsong 1–)
- Pamela Rabe – Joan "The Freak" Ferguson (säsong 2–)
- Socratis Otto – Maxine Conway (säsong 2–)
- Leeanna Walsman – Erica Davidson (säsong 1)
- Kris McQuade – Jacqueline "Jacs" Holt (säsong 1)